# 托普利察河

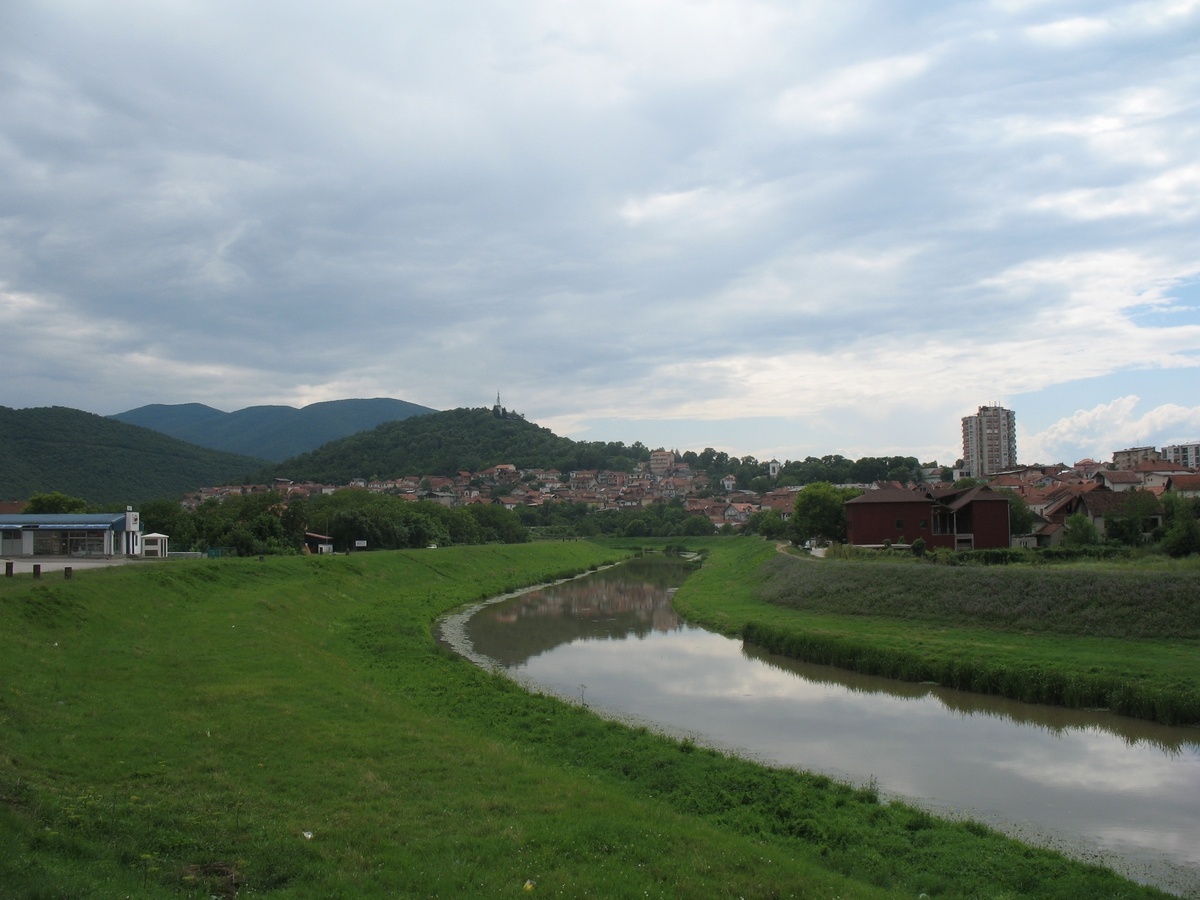
普罗库普列附近的托普利察河

托普利察河（羅馬化：Toplica, 發音：[tɔ̂plitsa]），是塞尔维亚南部的一条河流，为南摩拉瓦河的一条支流，发源于科帕奧尼克山脉，南摩拉瓦河全长130公里。托普利察区即得名于托普利察河。